# Ricardo Ávila
Ricardo Ávila (Panama-Stad, 4 januari 1997) is een Panamees voetballer die als middenvelder speelt.

## Clubcarrière
Ávila begon zijn professionele carrière in eigen land bij Chorrillo FC. In 2017 maakte hij samen met zijn landgenoot José Luis Rodríguez de overstap naar AA Gent. In hun eerste seizoen speelden ze geen wedstrijd voor het eerste elftal. In de zomer van 2018 leek Ávila op weg naar het Zweedse IFK Göteborg, maar hij koos uiteindelijk voor een terugkeer naar zijn ex-club Chorrillo FC, die om financiële redenen voortaan CD Universitario heette. In januari 2019 werd hij verhuurd aan Real Monarchs, het filiaal van Real Salt Lake dat uitkomt in de USL Championship.

## Interlandcarrière
Sinds 2016 speelt hij voor het Panamees voetbalelftal waarmee hij aanwezig was op het wereldkampioenschap 2018 onder leiding van de Colombiaanse bondscoach Hernán Darío Gómez. Ávila zorgde met een vrije trap voor de eerste assist ooit voor Panama op een WK-eindronde. Het doelpunt werd gemaakt door Felipe Baloy in de groepswedstrijd tegen Engeland, die Panama met 6-1 verloor.